# Microgaster fischeri
Microgaster fischeri är en stekelart som beskrevs av Papp 1960. Microgaster fischeri ingår i släktet Microgaster och familjen bracksteklar. Inga underarter finns listade i Catalogue of Life.